# Антонов, Пётр Иванович (милиционер)
Пётр Иванович Антонов (1904—1964) — сотрудник советских органов охраны правопорядка, начальник Управления МВД по Калининской области, комиссар милиции 2-го ранга.

## Биография
Член ВКП(б). Начальник Управления МВД по Калининской области с 1949 по 1951.

### Звания
- Капитан государственной безопасности (07.06.1939);
- Старший майор милиции (Приказ НКВД СССР № 342 от 13.03.1940);[1]
- Комиссар милиции 3-го ранга (04.03.1943);
- Комиссар милиции 2-го ранга (15.04.1943).